# کباب تابه‌ای
کباب تابه‌ای آبدار.بندانگشتی|نوعی کباب تابه‌ای خیلی چرب که در تهیهٔ آن از گوشت، روغن و مقداری آب استفاده شده‌است.

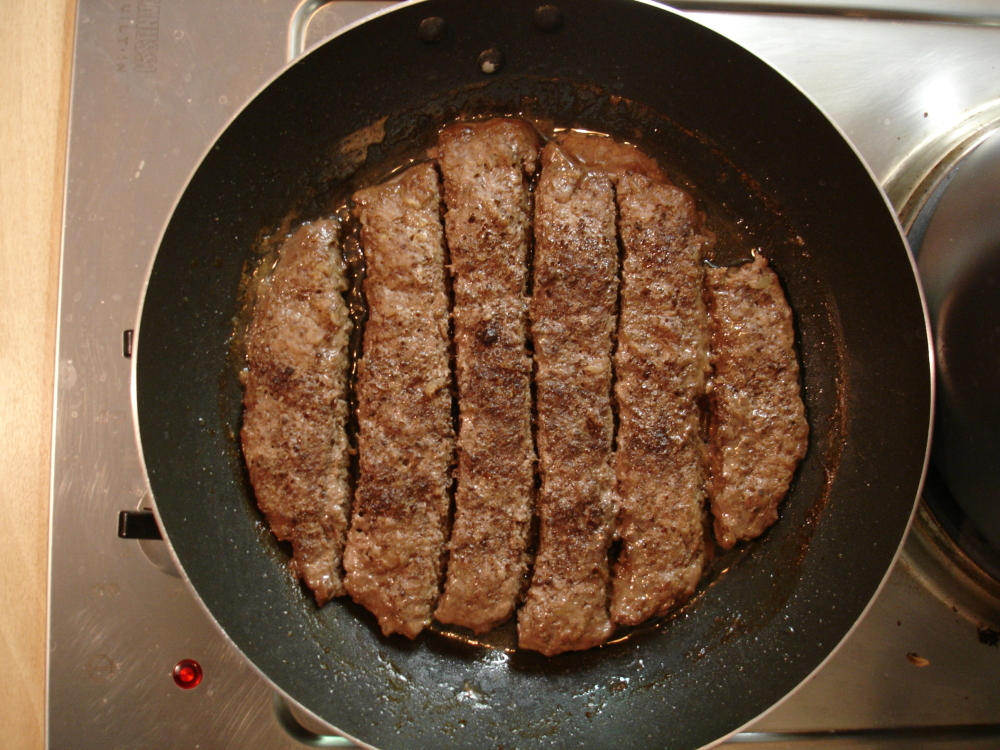
نوعی کباب تابه‌ای که در تهیهٔ آن از آب استفاده نشده‌است و کباب کمی خشک شده‌است.

کباب دیگی‌ (کباب تابه ای) یکی از خوراک‌های ایرانی‌است که اغلب از گوشت گوسفندی چرخ‌کرده برای تهیهٔ این غذا استفاده می‌شود.
زمان لازم برای تهیه این خوراک ۳۰ تا ۴۰ دقیقه است.

## روش تهیه
مواد لازم: گوشت چرخ‌کرده، پیاز، گوجه فرنگی، نمک و سماق.
اول تعدادی گوجه فرنگی را دو نیم می‌کنیم و روی سطح بریده شدهٔ آن‌ها نمک و کمی سماق می‌پاشیم و می‌گذاریم کنار تا آماده باشد. سپس گوشت چرخ کرده تازه (یا یخی، که یخ آن قبلاً وارفته) را با مقداری پیاز رنده شده و مقدار کافی نمک فلفل و خوب مخلوط می‌کنیم، بعد کباب‌ها را دانه دانه به شکل دلخواه در تابه می‌چینیم و در آن کمی آب می‌ریزیم و در آن را می‌گذاریم تا در اثر گرمای آب و بخار، گوشت آب‌پز شود وقتی یک روی کباب‌ها پخت، آن‌ها را پشت و رو می‌کنیم تا روی دیگرشان نیز بپزد، سپس روی آن‌ها سماق می‌پاشیم و گوجه‌هایی را که از قبل آماده، کنار گذاشته بودیم را روی کباب‌ها می‌چینیم. در ظرف را می‌گذاریم و منتظر می‌شویم، مدت زمانی که گوجه‌ها نیاز دارند تا پخته شوند و آب بیندازند، به اندازه‌ای است تا سوی دیگر کباب‌ها نیز پخته شود، پس در ظرف را باز می‌کنیم اگر گوجه‌ها به اندازهٔ کافی آب انداخته بودند و شُل شده بودند حرارت زیر ظرف را خاموش می‌کنیم. این غذا با پلو بسیار لذیذ است و به این دلیل که گوشت آن آب‌پز می‌شود به میزان کمتری از مواد مغذی گوشت ازدست می‌رود.
تذکر: 
- در میانهٔ پخت کباب‌ها اگر آب غذا تمام شد باید به آن کمی آب اضافه کنیم تا خشک نشود و کباب‌ها نسوزد.
- اگر در گوشت چرخ کرده کمی چربی وجود داشته باشد، کباب لذیذتر خواهد بود.
- برخی برای تهیه کباب تابه‌ای آن را در روغن سرخ می‌کنند، با سرخ کردن گوشت در روغن، کباب سفت تر خواهد شد و باید مراقب بود تا کباب به اندازهٔ کافی باریک باشد تا سفت نشود ولی در روش گفته شده در بالا، گوشت بسیار نرم خواهد بود.
- در ایران دو نوع سماق وجود دارد، سماقی که در حین پخت غذا از آن استفاده می‌شود و سماقی که روی غذاهای پخته شده مانند برنج کباب کوبیده ریخته می‌شود، در پخت کباب تابه‌ای حتماً باید از سماق نوع دوم استفاده کرد.